# Tuckneraria togashii
Tuckneraria togashii är en lavart som först beskrevs av Asahina, och fick sitt nu gällande namn av Randlane & A. Thell. Tuckneraria togashii ingår i släktet Tuckneraria och familjen Parmeliaceae.   Inga underarter finns listade i Catalogue of Life.